# Skip Harlicka
Jules Peter Harlicka, detto Skip (Trenton, 14 ottobre 1946), è un ex cestista statunitense, professionista nella NBA.

## Carriera
Venne selezionato dagli Atlanta Hawks al primo giro del Draft NBA 1968 (13ª scelta assoluta).